# أرمورد كور نكسس
أرمورد كور نكسس، هي لعبة من منظور الشخص الثالث، أنتجت عام 2004 من قبل فروم سوفتوير، وتعمل لنظام التشغيل بلاي ستيشن 2 الحصري.

## روابط خارجية
- باللغة اليابانية
- Armored Core: Nexus at FromSoftware
- أرمورد كور نكسس على موبي غيمز